# Hermann Gunkel
Hermann Gunkel (23. května 1862, Springe - 11. března 1932 Halle) byl německý luteránský teolog a biblista, zakladatel kritické metody dějin forem (Formgeschichte).

## Život
Narodil se v pastorské rodině v malé obci asi 30 km JZ od Hannoveru, studoval teologii v Giessenu a na univerzitě v Göttingenu, kde byl jeho profesorem také Alfred Ritschl. Sám se však přidal spíše k okruhu Alfreda Eichhorna, z něhož se později vyvinula tzv. škola dějin náboženství (Religionsgeschichtliche Schule). Roku 1888 promoval a zároveň se habilitoval pro biblickou teologii a exegezi a zároveň začal přednášet Nový zákon. O rok později přešel do Halle, kde se začal věnovat Starému zákonu. Roku 1895 se stal mimořádným profesorem Starého zákona v Berlíně a vydal "Stvoření a chaos". Roku 1901 vydal svůj komentář ke knize Genesis a 1907 byl jmenován řádným profesorem v Giessenu. Roku 1920 byl jmenován profesorem v Halle, kde napsal komentář k Žalmům a roku 1927 byl pensionován.

## Dílo
Gunkel byl představitelem školy dějin náboženství, zkoumal ale také význam pověstí a legend pro vznik biblických textů. Vedl první dvě vydání velkého slovníku "Náboženství v dějinách a současnosti" (Die Religion in Geschichte und Gegenwart, RGG), pro nějž napsal více než stovku článků.